# Choma (forteresse)
Choma (en grec : Χῶμα) est une forteresse byzantine d'Anatolie centrale qui joua un rôle majeur dans la lutte des Byzantins contre les Turcs Seldjoukides à la fin du XIe et au début du XIIe siècle.

## Histoire
Choma est situé dans la haute vallée du Méandre en Phrygie. Après la bataille de Mantzikert, elle devient un avant-poste byzantin isolé et encerclé par Turcs qui contrôlent les territoires adjacents. Ses troupes dénommées Chomatenoi (Χωματηνοί) figurent fréquemment dans les campagnes de Nicéphore III Botaniatès (1078-1081) et celles d'Alexis Ier Comnène (1081-1118). Du fait de sa situation stratégique sur une des routes conduisant à l'Anatolie intérieure, elle devient une base majeure pour les campagnes des empereurs Comnène cherchant à repousser les Turcs. Au XIIe siècle, la ville forme son propre district sous le nom de « Choma et Cappadoce » dirigé par un toparque.
La forteresse de Choma reste sous la menace constante des Turcs tout au long du XIIe siècle. L'empereur Isaac II Ange (1185-1195 puis 1203-1204) refortifie la position en 1193 et la renomme Angelokastroon (Ἀγγελόκαστρον) du nom de sa dynastie. Choma est finalement prise par les Turcs peu de temps après la dissolution de l'empire à la suite de la quatrième croisade en 1204.
La forteresse de Soublaion située à proximité est reconstruite par l'empereur Manuel Ier Comnène (1143-1180) en 1175 mais est abandonnée à la suite de la bataille de Myrioképhalon. Elle est ensuite identifiée à Choma par les premiers érudits de l'époque.